# Картикази
Картикази (фр. Carticasi, корс. Carticasi) — коммуна во Франции, находится в регионе Корсика. Департамент коммуны — Верхняя Корсика. Входит в состав кантона Голо-Морозалья. Округ коммуны — Корте.
Код INSEE коммуны — 2B068.

## Население
Население коммуны на 2008 год составляло 31 человек.
| 1962 | 1968 | 1975 | 1982 | 1990 | 1999 | 2008 |
| ---- | ---- | ---- | ---- | ---- | ---- | ---- |
| 44   | 68   | 55   | 21   | 18   | 26   | 31   |

## Экономика
В 2007 году среди 12 человек в трудоспособном возрасте (15—64 лет) 5 были экономически активными, 7 — неактивными (показатель активности — 41,7 %, в 1999 году было 46,2 %). Из 5 активных работали 4 человека (4 мужчины и 0 женщин), безработным был 1 мужчина. Среди 7 неактивных 2 человека были пенсионерами, 5 были неактивными по другим причинам.